# Keisuke Saka
Keisuke Saka (坂 圭祐 Saka Keisuke?, Yokkaichi, Mie, 7 de mayo de 1995) es un futbolista japonés que juega como defensa en el Tochigi S. C. de la J2 League.

## Trayectoria

### Clubes
| Club            | País  | Año       |
| --------------- | ----- | --------- |
| Shonan Bellmare | Japón | 2018-2020 |
| Oita Trinita    | Japón | 2021-2023 |
| Gamba Osaka     | Japón | 2024      |
| Tochigi S. C.   | Japón | 2024-     |

## Palmarés

### Títulos nacionales
| Título         | Club            | País  | Año  |
| -------------- | --------------- | ----- | ---- |
| Copa J. League | Shonan Bellmare | Japón | 2018 |